# Alena Procházková
Alena Procházková, née le 9 août 1984 à Banska Bystrica, est une fondeuse slovaque. Spécialiste du sprint, elle a remporté une manche de la Coupe du monde. 

## Carrière
Membre du club de sa ville natale Banska Bystrica, elle commence sa carrière officiellement en 2002.
Elle marque ses premiers points pour la Coupe du monde en janvier 2006 à Oberstdorf, avec une 27e place sur le sprint. En décembre 2007, alors qu'elle n'enregistre aucun top dix jusqu'à ce point, elle termine troisième du sprint classique de Kuusamo, montant sur son premier podium dans l'élite.
Elle a notamment remporté une épreuve de sprint en Coupe du monde sur le site olympique de Whistler un an avant les jeux olympiques d'hiver de 2010 le 16 janvier 2009 devant Justyna Kowalczyk. La Slovaque a par ailleurs participé à quatre éditions des Jeux olympiques entre 2006 et 2018, obtenant son meilleur résultat individuel en 2010 à Vancouver avec une 18e place en sprint, ainsi qu'à dix championnats du monde entre 2003 et 2021, où sa meilleure performance est une 6e place dans l'épreuve du sprint classique en 2011 à Oslo, discipline dont elle prend la 7e place en  2009 à Liberec et la 8e place en 2013 à Val di Fiemme et  2015 à Falun. Elle a également participé aux premières éditions du Tour de ski en 2008, 2009, puis 2010, dont elle finit troisième du prologue à Prague.
Son meilleur résultat sur une course par étapes est quinzième du Nordic Opening 2010-2011. En 2011, elle est sacrée quatre fois championne à l'Universiade d'Erzurum.
Son sixième et ultime podium dans la Coupe du monde intervient en 2013 au sprint libre de Lahti (3e).

## Palmarès

### Jeux olympiques
| Épreuve / Édition   | Sprint                           | Sprint                           | 10 km                            | 10 km                            | Poursuite / Skiathlon 2 × 7,5 km | 30 km | Relais | Relais   |
| Épreuve / Édition   | libre                            | classique                        | libre                            | classique                        | Poursuite / Skiathlon 2 × 7,5 km | 30 km | Sprint | 4 × 5 km |
| JO 2006 Turin       | 23e                              | Épreuve inexistante à cette date | Épreuve inexistante à cette date | 28e                              | 46e                              | —     | —      | —        |
| JO 2010 Vancouver   | Épreuve inexistante à cette date | 18e                              | —                                | Épreuve inexistante à cette date | —                                | —     | —      | —        |
| JO 2014 Sotchi      | 39e                              | Épreuve inexistante à cette date | Épreuve inexistante à cette date | 50e                              | —                                | —     | 14e    | —        |
| JO 2018 Pyeongchang | Épreuve inexistante à cette date | 31e                              | 58e                              | Épreuve inexistante à cette date | —                                | 36e   | 18e    | —        |

Légende :
- : pas d'épreuve
- — : non disputée par Procháchzková

### Championnats du monde
| Épreuve / Édition                | Val di Fiemme 2003 | Oberstdorf 2005 | Sapporo 2007 | Liberec 2009 | Oslo 2011 | Val di Fiemme 2013 | Falun 2015 | Lahti 2017 | Seefeld 2019 | Oberstdorf 2021 |
| Sprint                           |                    | 17e             | 13e          | 7e           | 6e        | 8e                 | 8e         | 31e        | 57e          | 40e             |
| Sprint par équipes               |                    |                 | 7e           |              |           |                    | 13e        |            | 14e          | 14e             |
| 10 km classique                  | 49e                |                 |              |              |           |                    |            | 21e        | 32e          |                 |
| 10 km libre                      |                    | 58e             | 34e          |              |           | 66e                | 35e        |            |              | 53e             |
| Poursuite / Skiathlon 2 × 7,5 km |                    | 44e             |              |              | 21e       | 39e                |            | 33e        |              |                 |
| 30 km libre départ en masse      |                    | 40e             |              |              |           |                    |            |            |              |                 |
| Relais 4 × 5 km                  |                    |                 |              |              |           |                    |            |            |              |                 |

### Coupe du monde
- Meilleur classement général : 18e en 2009.
  - Meilleur classement en sprint : 6e en 2009.
  - Meilleur classement en distance : 26e en 2011.
- 5 podiums en épreuve individuelle : 1 victoire, 1 deuxième place et 3 troisièmes places.
- 1 podium sur une étape de tour : 1 troisième place.

#### Détail de la victoire
| Épreuve / Édition | Sprint | Sprint    |
| Épreuve / Édition | libre  | classique |
| 2008-09           |        | Whistler  |

#### Classements en Coupe du monde
| Année     | Classement général final | Classement distance | Classement sprint |
| 2005-2006 | 98e                      |                     | 63e               |
| 2006-2007 | 73e                      | 60e                 | 60e               |
| 2007-2008 | 31e                      | 39e                 | 17e               |
| 2008-2009 | 18e                      | 39e                 | 6e                |
| 2009-2010 | 41e                      | 59e                 | 16e               |
| 2010-2011 | 22e                      | 26e                 | 18e               |
| 2011-2012 | 64e                      |                     | 40e               |
| 2012-2013 | 51e                      | 65e                 | 28e               |
| 2013-2014 | 79e                      |                     | 49e               |
| 2014-2015 | 114e                     |                     | 74e               |
| 2015-2016 | 44e                      | 40e                 | 36e               |
| 2016-2017 | 75e                      | 92e                 | 43e               |
| 2020-2021 | 122e                     |                     | 82e               |

### Championnats du monde des moins de 23 ans
- Tarvisio 2007 :
  -  Médaille d'or sur le sprint classique.

### Universiades
- Turin 2007 :
- Médaille d'argent sur le cinq kilomètres.
- Médaille d'argent sur la poursuite dix kilomètres.
- Erzurum 2011 :
- Médaille d'or sur le sprint.
- Médaille d'or sur la poursuite dix kilomètres.
- Médaille d'or sur le quinze kilomètres
- Médaille d'or sur le sprint par équipes mixtes.

### Championnats du monde de rollerski
- Sollefteå 2017 :
  -     -  Médaille d'argent sur le sprint.
    -  Médaille d'argent sur 16 kilomètres classique.
- Madona 2019 :
  -  Médaille d'argent sur le quinze kilomètres libre (départ en masse).